# Maurice de Guérin
Georges Maurice de Guérin (4. srpna 1810, hrad Cayla v Andillacu (Okcitánie); † 19. července 1839 tamtéž) byl francouzský básník a spisovatel období romantismu.

## Život a dílo

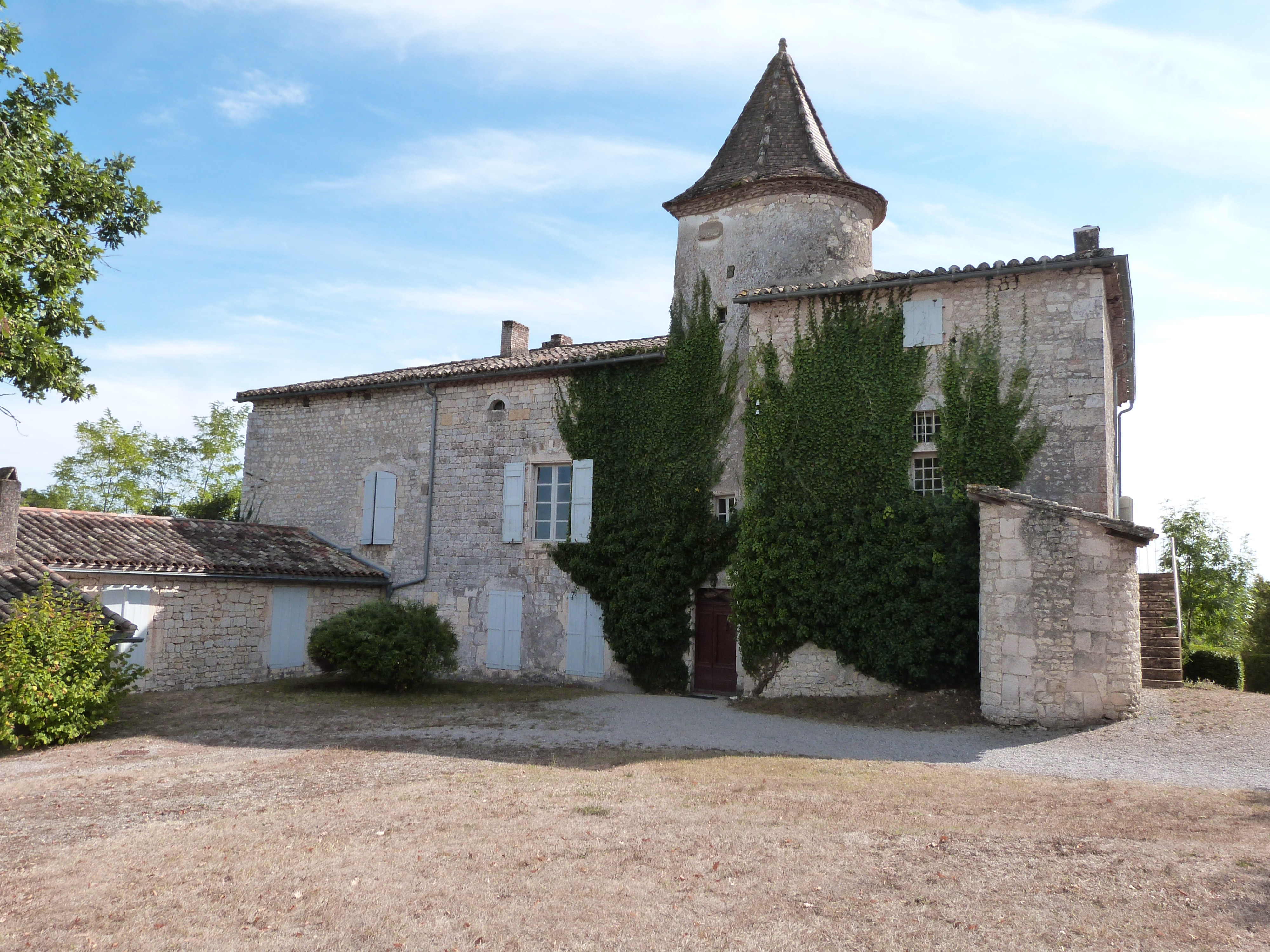
Hrad Cayla v Andillacu

Maurice de Guérin vyrostl v Okcitánii, ve šlechtické katolické rodině na panství svého otce Josefa de Guérin a matky Victoire Gertrude, rozené Fontanilles. Měl starší sestru Eugénii de Guérin (1805–1848), která byla rovněž literárně činná. 
Maurice nejdříve uvažoval o církevní kariéře. Během studia na katolické Collège Stanislas v Paříži se v roce 1824 seznámil s Julesem Barbey d'Aurevilly. Zanechal studia na Collège Stanislas a studoval v Paříži práva. Poté se věnoval žurnalistice a publikoval básně a glosy v časopisech Revue Européenne a L'Avenir.

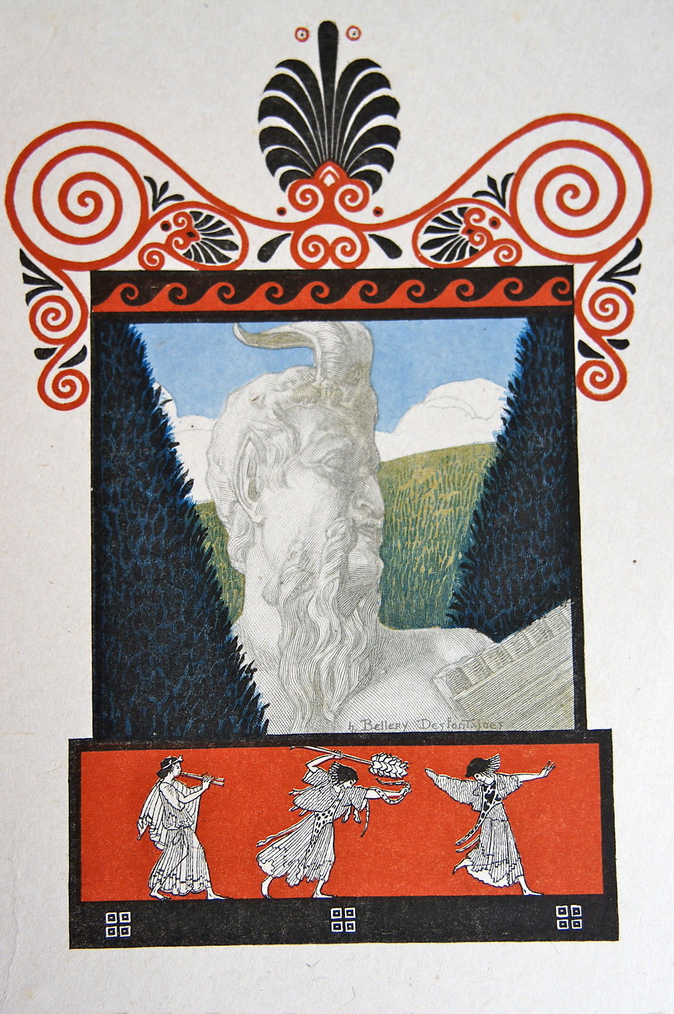
Maurice de Guérin, Básně v próze, ilustrace Bellery-Desfontaines, Paříž 1901

Během červencové revoluce v roce 1830 se vrátil do Cayle, kde se setkával s Louisem de Bayne, kterému věnoval některé básně. Odjel do Bretaně, ve Félicité de Lamennais se setkal s Hippolytem de la Morvonnais a ve svém deníku Le Cahier Vert zaznamenal diskuse, které s Lemennaisem vedl. 
V roce 1835 se vrátil do Paříže, kde se dozvěděl o smrti paní Morvonnaisové a věnoval jí báseň Page sans titre (Stránka bez nadpisu). Během pobytu v Paříži hojně navštěvoval literární a společenské salóny a napsal svá stěžejní díla, básně v próze: Le Centaure (Kentaur), La Bacchante (Bakchantka), Glaucus a La Délivrande (Vysvobození), která vyšla posmrtně a byla vydávána společně. 
Kromě toho psal podrobně své deníky, které byly pro svou historickou a literární hodnotu vydány tiskem, rovněž posmrtně.
V listopadu 1838 se de Guérin oženil s Carolinou de Gervain. Brzy poté se nakazil tuberkulózou. Vrátil se do Cayly, kde 19. července 1839 zemřel. Na hradě Cayla je nyní Muzeum rodiny Guérinových. 
V roce 1840 jeho tvorbu zhodnotila George Sandová v Revue des Deux Mondes č. 22.